# 中院通成
中院 通成（なかのいん みちなり）は、鎌倉時代前期から中期にかけての公卿。中院、または三条坊門と号す。大納言・源通方の子。官位は正二位・内大臣。中院家2代当主。

## 経歴
貞応元年（1222年）、源通方の子として誕生。母は権中納言・一条能保の娘であるが、その姉妹には九条良経の正室となり立子（東一条院）・道家を産んだ女性、西園寺公経の正室となり実氏・掄子を産んだ一条全子、花山院忠経の正室となり忠頼・定雅を産んだ一条保子がいる。
通成の娘では西園寺実兼の正室となり公衡・鏱子・今出川公顕を産んだ中院顕子、三条実重の正室となって公茂を産んだ女性、そして中院房子がいる。通成の子である通頼と通教を産んだ妻は宇都宮頼綱の娘である。
父の通方は大納言に留まったが、姻戚関係などが関係して通成は大臣家としての中院家の事実上の始祖となった。
文永7年（1270年）12月13日に出家し、弘安9年（1286年）12月23日、薨去。

## 官歴
以下、『公卿補任』、『尊卑分脈』の記事に従って記述する。
- 嘉禄元年（1225年）1月5日：叙爵。
- 安貞元年（1227年）1月21日：侍従。
- 安貞2年（1228年）1月5日：従五位上。
- 寛喜2年（1230年）1月6日：正五位下に昇叙。1月29日：兼周防介。
- 貞永元年（1232年）1月30日：左少将。
- 天福元年（1233年）1月6日：従四位下。左少将如元。1月24日：兼美濃介。
- 嘉禎元年（1235年）6月17日：兼皇后宮権亮。11月19日：従四位上。
- 嘉禎2年（1236年）6月13日：左中将。
- 嘉禎3年（1237年）7月24日：正四位下。
- 仁治3年（1242年）3月7日：兼美濃介、蔵人頭。4月9日：従三位。左中将如元。
- 寛元元年（1243年）閏7月27日：参議。左中将如元。8月7日：兼中宮権大夫。10月15日：兼右衛門督、検非違使別当。
- 寛元2年（1244年）1月13日：兼備後権守。
- 寛元3年（1245年）1月5日：正三位。
- 宝治元年（1247年）12月8日：権中納言。検非違使別当を辞任、右衛門督如元。
- 建長元年（1249年）1月5日：従二位。
- 建長3年（1251年）1月22日：左衛門督に転じる。
- 建長4年（1252年）11月13日：権大納言。
- 建長6年（1254年）1月5日：正二位。
- 文応元年（1260年）：淳和奨学両院別当となる。
- 文永2年（1265年）10月5日：大納言に転じる。
- 文永6年（1269年）3月28日：任大臣の兼宣旨が下り、4月23日：内大臣。11月9日：内大臣を辞任。
- 文永7年（1270年）12月13日：出家。
- 弘安9年（1286年）12月23日：薨去。

## 系譜
- 父：中院通方
- 母：一条能保娘
- 妻：宇都宮頼綱娘
  - 男子：中院通頼（1242-1312）
  - 次男：中院通教（1246-?）
- 生母不明の子女
  - 男子：禅助
  - 女子：顕子 - 西園寺実兼正室
  - 女子：房子
  - 女子：三条実重正室
- 養子
  - 女子：大炊御門冬忠室? - 筑前守藤原長宗の娘?